# Boa Esperança do Sul
Boa Esperança do Sul este un oraș în São Paulo (SP), Brazilia.